# Ken Vandermark
Ken Vandermark, (Warwick, Rhode Island, 1964. szeptember 22. − ) amerikai szaxofonos, klarinétos, zeneszerző. 1989 óta Chicago-ban él.

## Pályafutása
Vandermark trombitával kezdte, majd szaxofonra váltott. Bostonban és Montréalban tanult. Ekkor saját zenekarral dolgozott. Ezután Chicagóban telepedett le, ahol az 1990-es években elsősorban az avantgárd dzsesszt játszott. Kezdetben a The Flying Luttenbachers noise dzsesszzenekarral lépett fel.
Sok más dzsesszzenésszel is készített felvételeket: Hal Russell, Paul Lytton, Marcin Oleś, Bartłomiej Oleś, Joe Morris, Misha Mengelberg, Peter Brötzmann, Chicago Tentet, Paul Lovens.
Saját combo-it is vezette: Free Fall, Free Music Ensemble, Territory Band  és a Vandermark 5. Klaus Kugel és Mark Tokar vezette The Escalators triót.
2019-ben a Luke Stewart Exposure Quintet tagja volt. Matthias Muche-val, Thomas Lehn-nel és Martin Blume-mal megalakította a Soundbridges free jazz kvartettet.
2007-ben jelent meg Daniel Kraus „Alltag eines Jazzmusikers” című dokumentumfilmje a dzsesszzenész mindennapjairól.

## Lemezválogatás
- Single Piece Flow (1997)
- Target or Flag (1998)
- Simpatico (1999)
- Burn the Incline (2000)
- Acoustic Machine (2001)
- Free Jazz Classics Vol. 1 & 2 (2002)
- Airports for Light (2003)
- Elements of Style/Exercises in Surprise (2004)
- Alchemia (Album)|Alchemia (2005)
- The Color of Memory (2005)
- Free Jazz Classics Vol. 3 & 4 (2005)
- A Discontinuous Line (2006)
- Four Sides to the Story (2006)
- Beat Reader (2008)
- Annular Gift (2009)
- The Horse Jumps and the Ship Is Gone (2010)

## Filmek
- 2007: Daniel Kraus: „Alltag eines Jazzmusikers”

## Díjak
- 1998: Cadence magazin szavazása: legjobb előadó és a legjobb felvétel. (1998-ban a Herb Alpert ugyanott közönrégdíjas volt).
- 1999-ben 265 000 dolláros MacArthur-ösztöndíjat kapott. Az ösztöndíj ellentmondásos volt, Vandermark relatív fiatalsága és ismeretlensége miatt: (35 éves volt, és főleg Chicagóban ismerték, míg az ösztöndíjjal kitüntetett többi dzsesszelőadó idősebb és nála jóval ismertebb volt (pl. Cecil Taylor, George Russell).

## Fordítás
Ez a szócikk részben vagy egészben  a   Ken Vandermark című német Wikipédia-szócikk ezen változatának fordításán alapul.  Az eredeti cikk szerkesztőit annak laptörténete sorolja fel. Ez a jelzés csupán a megfogalmazás eredetét és a szerzői jogokat jelzi, nem szolgál a cikkben szereplő információk forrásmegjelöléseként.